# Dunai Finomító vasútállomás
Dunai Finomító vasútállomás egy Pest vármegyei vasútállomás, Százhalombatta városában, a MÁV üzemeltetésében.
A városközponttól légvonalban is jó 4 kilométerre helyezkedik el dél-délnyugati irányban, a MOL névadó létesítménye közelében; közúti elérését a 6-os főút és a város központja (illetve az 51 309-es számú mellékút) felől is önkormányzati fenntartású utak biztosítják.

## Vasútvonalak
Az állomást az alábbi vasútvonalak érintik:
- Budapest–Pécs-vasútvonal

## Kapcsolódó állomások
A vasútállomáshoz az alábbi állomások vannak a legközelebb:
- Százhalombatta vasútállomás (Budapest–Pécs-vasútvonal)
- Ercsi vasútállomás (Budapest–Pécs-vasútvonal)

## Megközelítés tömegközlekedéssel
- Busz:  705, 2702, Helyközi és távolsági járatok

## Forgalom
| Járat | Útvonal | Gyakoriság   |
| ----- | --- | ------------ |
| S40   | Budapest-Déli – Budapest-Kelenföld – Budafok – Háros – Budatétény – Barosstelep – Nagytétény-Diósd – Érdliget – Érd felső – Érd – Százhalombatta – Dunai Finomító – Ercsi – Iváncsa – Pusztaszabolcs – (közvetlen kocsikkal tovább Szabadegyháza – Sárosd – Nagylók – Sárbogárd – Rétszilas – Sáregres – Simontornya – Tolnanémedi – Pincehely – Belecska – Keszőhidegkút-Gyönk – Szárazd – Regöly – Szakály-Hőgyész – Dúzs – Csibrák – Kurd – Döbrököz – Dombóvár) | 1-3 óránként |
| S42   | Budapest-Déli – Budapest-Kelenföld – Budafok – Háros – Budatétény – Barosstelep – Nagytétény-Diósd – Érdliget – Érd felső – Érd – Százhalombatta – Dunai Finomító – Ercsi – Iváncsa – Pusztaszabolcs – Adony – Kulcs – Rácalmás – Dunaújváros | 1-4 óránként |